# Api (hora)
Api je hora vysoká 7 132 m n. m. nacházející se v pohoří Himálaj v Nepálu nedaleko hranic Tibetu. Vrchol je málo známý ve vzácně navštěvované části Himálaje, avšak výjimečný ve vzrůstu nad místním terénem. Jeho jižní stěna stoupá do výšky 3 300 m.

## Historie výstupů
První pokusy o výstup proběhly v letech 1953 a 1954. Jako první se neúspěšně pokusili o výstup dva Skotové – W. H. Murray a John Tyson. O rok později pokus neúspěšně opakovala pokus italská expedice, která skončila smrtí jejích dvou členů.
Prvovýstup provedli 10. května 1960 horolezci Katsutoshi Hirabayashi a Gyltsen Norbu z japonské expedice severní stěnou. V roce 1980 se o výstup z jižní strany pokoušela britská expedice, ale pokus skončil několik set metrů pod vrcholem.
První zimní výstup uskutečnili 24. prosince 1983 Poláci Tadeusz Piotrowski a Andrzej Bieluń..
Jsou zaznamenány další tři výstupy na vrchol v letech 1978, 1996 a 2001